# キャウ・キャット・キャン
『キャウ・キャット・キャン』は、道原かつみによる日本のSF漫画。および表題とする短編集。コミックスは、アニメージュコミックス（徳間書店）より全1巻。後に少年キャプテンコミックススペシャル（徳間書店）で再刊されている。
『リュウ』（徳間書店）に掲載された「キャウ・キャット・キャン」、その続編「レッド・ピープル」。中編「宇宙無花果の見る夢」が収録されている。

## キャウ・キャット・キャン
「キャウ・キャット・キャン」は『リュウ』1983年1月号に、「レッド・ピープル」は同誌の1983年5月号に掲載された。
あらすじ
人類は猫を遺伝子改造しヒューマノイド型の「奉仕者」として惑星開発の労働力に用いていた。
開発が中断され、奉仕者“レッド・ピープル”を残し、人類が撤退した惑星があった。老いたズァダルーンは奉仕者への憧憬から、人生の最後を迎えるべくその惑星へと向かった。しかし、何らかのトラブルが起こり、ズァダルーンは少年の姿に再生され、惑星上に降り立つことになった。そこで、ズァダルーンは規格外の自由なキャウと出会う。
奉仕者たちはDNAレベルで人類の奉仕が本能として刷り込まれており、奉仕ができなくなるような事態、例えば働いていた工場が事故で操業不能になると、そこに勤めていた奉仕者は自己の存在意義を失い自殺するようなレベルであった。
ズァダルーンはそんな奉仕者たちを解放することを決意する。
登場人物
ズァダルーン
主人公。
キャウ
荒野に1人で住むレッド・ピープルの女性。
“毛変わり”タータ
突然変異によって黒色の髪を持つレッド・ピープル。
他のレッド・ピープルに指示を出すことができる。

## 宇宙無花果の見る夢
『リュウ』1984年9月号に前編が、同年11月号に後編が掲載された。「キャウ・キャット・キャン」「レッド・ピープル」とはストーリー上のつながりはない。
あらすじ
ファー・エーバットはクローンとして蘇った。自分が何を探しに行ったのか確かめるため、恋人を置いて宇宙へと旅立つ。
ある荒れた惑星で、1本だけ茂っている宇宙無花果の樹。その下で暮らす少女、樹と少女を護るようにいる男。
登場人物
ファー・エーバット
宇宙飛行士。未帰還となったため、出発前の記録からクローンとして恋人に蘇らせられた。